# エドガル・バレート
エドガル・オスバルド・バレート・カセレス（Edgar Osvaldo Barreto Caceres, 1984年7月15日- ）は、パラグアイ・アスンシオン出身の元サッカー選手。現役時代のポジションはミッドフィルダー。元パラグアイ代表。
ボール奪取能力に長け、攻守にアクセントをつけられる選手。パラグアイ代表ゴールキーパーのディエゴ・バレートは実兄。

## 経歴

### クラブ
2002年にセロ・ポルテーニョにてデビュー。コパ・リベルタドーレスも経験した。将来性を評価され、デビューから1年後にはオランダのNECに移籍。オランダで3年間レギュラーとしてプレーした後、2007年にイタリアのレッジーナと4年契約を結んだ。チームのセリエB降格にともない、移籍金450万ユーロでアタランタBCへ移籍した。しかし怪我でほとんど試合に出ることができず、さらにクラブも降格を喫した。翌シーズンは2部で主力としてトップリーグ復帰に貢献し、2011年8月31日、移籍市場閉鎖直前にパレルモへ移籍することになった。
2015年7月1日、USチッタ・ディ・パレルモに移籍。
2020年7月15日、NECに復帰した。
2022年5月15日、現役引退を表明した。

### 代表
早くからパラグアイ代表に招集されている。2004年のアテネオリンピック代表として、同大会準優勝、銀メダル獲得を果たした。A代表としても2004年、2007年、2011年のコパ・アメリカ、2006年と2010年のワールドカップでプレーした。

## 代表歴

### 出場大会
- パラグアイ代表
  - 2006 FIFAワールドカップ
  - 2010 FIFAワールドカップ

### 試合数
- 国際Aマッチ 60試合 3得点（2004年-2011年）[2]

| パラグアイ代表 | 国際Aマッチ | 国際Aマッチ |
| 年             | 出場        | 得点        |
| -------------- | ----------- | ----------- |
| 2004           | 6           | 0           |
| 2005           | 6           | 1           |
| 2006           | 6           | 0           |
| 2007           | 14          | 1           |
| 2008           | 10          | 0           |
| 2009           | 5           | 0           |
| 2010           | 5           | 1           |
| 2011           | 8           | 0           |
| 通算           | 60          | 3           |